# Forêt d'Ashdown
La forêt d'Ashdown se trouve dans le Sussex de l'Est, en Angleterre. Ce massif du High Weald, d'une superficie 2 630 ha, se présente comme une lande de bruyère parsemée de pins, de bouleaux et de chênes. C'est le paysage familier des histoires de Winnie l'ourson, imaginées par l'écrivain anglais A. A. Milne. Un débat public est engagé pour son classement en parc national. La forêt d’Ashdown est un vestige de la forêt primaire d’Anderida, devenue le Weald. On y tourne fréquemment des films pour la télévision comme pour le cinéma : ainsi, certaines scènes de la coproduction HBO–BBC intitulée Frères d'armes.

## Histoire: de l'exploitation à la conservation
La forêt d’Ashdown était réservée aux chasses royales dès le XIIIe siècle. La palissade de pieux qui en interdisait l'accès délimitait un domaine d'environ 50 km2, où l'on chassait le cerf et le daim. La forêt était déjà fréquentée par le roi Édouard II d'Angleterre pour la chasse au cerf. L’exploitation du fer a joué aussi un rôle important dans l'histoire de la forêt, dans la mesure où l'on abattait les arbres pour disposer du charbon de bois nécessaire à l'élaboration des métaux.
Mais dans les années 1800, les paysans qui vivaient autour de la forêt d’Ashdown avaient pris l'habitude de faire paître leur bétail dans les bois, et récoltaient la fougère, la bruyère et les ajoncs (c'est-à-dire la « litière ») pour le chauffage et la couverture en chaume des maisons et des étables. La jurisprudence s'est constituée à l'occasion de l’Affaire de la forêt d'Ashdown : le 13 octobre 1877, John Miles récoltait de la litière dans la Forêt d’Ashdown pour le compte de son maître, Bernard Hale (avocat, juge de paix, Deputy Lieutenant du Sussex et député d’Ashdown à la Chambre des Communes), lorsque William Pilbeam, un garde forestier au service des comtes De La Warr, lui ordonna de quitter les lieux. Miles refusa d'obtempérer, déclenchant un épisode judiciaire fameux : Reginald Sackville, 7e comte De La Warr, seigneur du manoir de Duddlewell, porta plainte contre Hale et Miles, car il contestait les droits de Hale à exploiter la forêt seigneuriale comme on le faisait des Biens communaux.

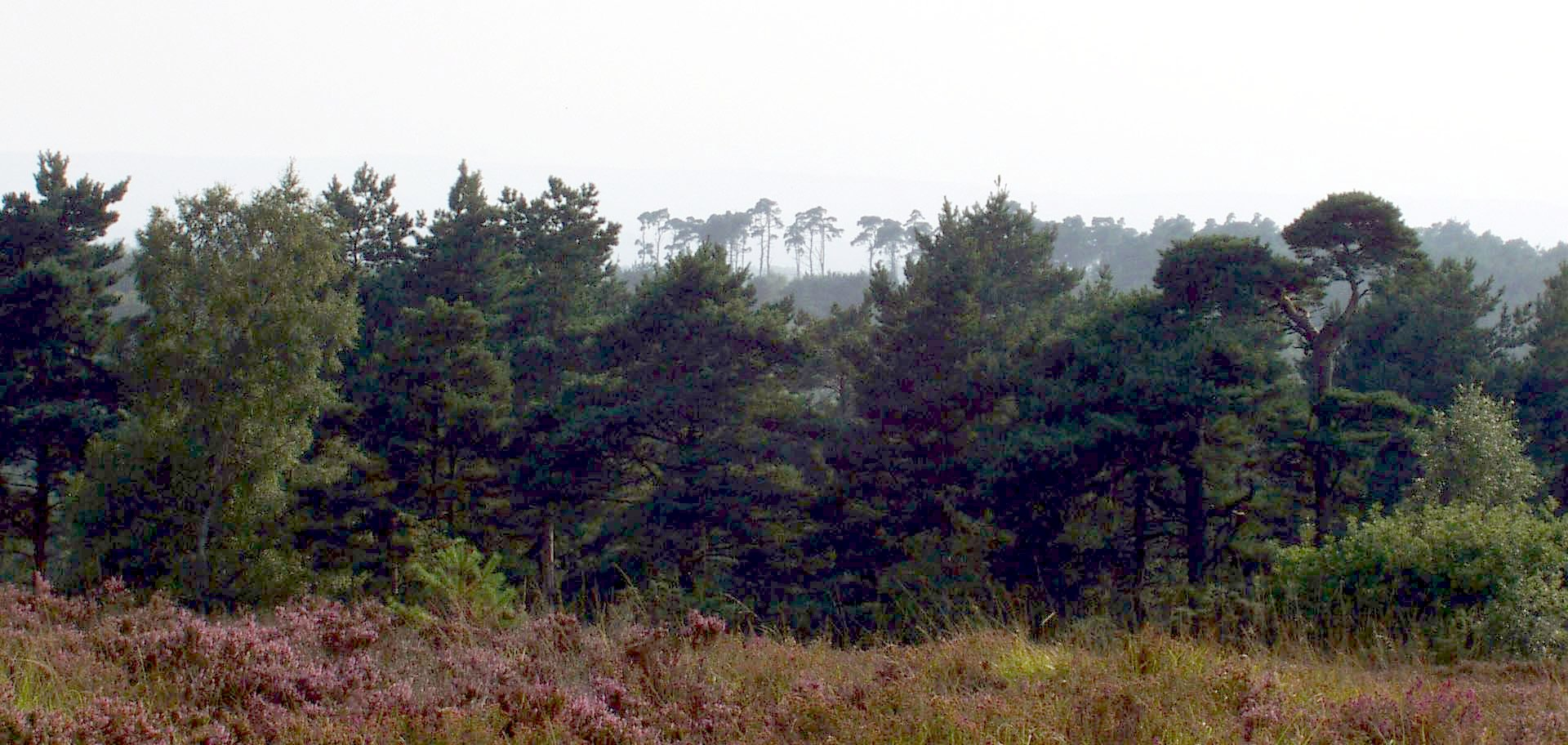
Arbres dans la forêt d’Ashdown.

En 2007, la Forêt fut de nouveau l'objet d'une polémique opposant cette fois les habitants aux autorités chargées de la protection de la nature, le Board of Conservators (commissionné à cet effet par l’East Sussex County Council). Le Board envisageait de restituer le massif forestier à son état d'avant la Deuxième Guerre mondiale, à savoir un taillis mêlé de bruyère et de bois, « disparu par suite de la progression du couvert forestier au détriment de la lande naturelle, lorsque les soldats, de retour de la guerre, cessèrent d'y chercher leur subsistance. Tandis qu'autrefois des centaines de paysans exploitaient le bois et les taillis, leur bétail broutant les moindres adventices, il n'y a plus aujourd'hui qu'un exploitant officiel. Les habitants s'opposèrent à ce que le paysage ressemble, selon leurs dires, à un champ de bataille de la Première guerre mondiale. De telles contestations ne sont d'ailleurs pas limitées à cette commune : selon le journaliste Jonathan Brown (the Independent du 21 avril 2007), « Des débats similaires font rage entre les riverains et les autorités dans d'autres pays de bruyère comme New Forest et le Surrey ».

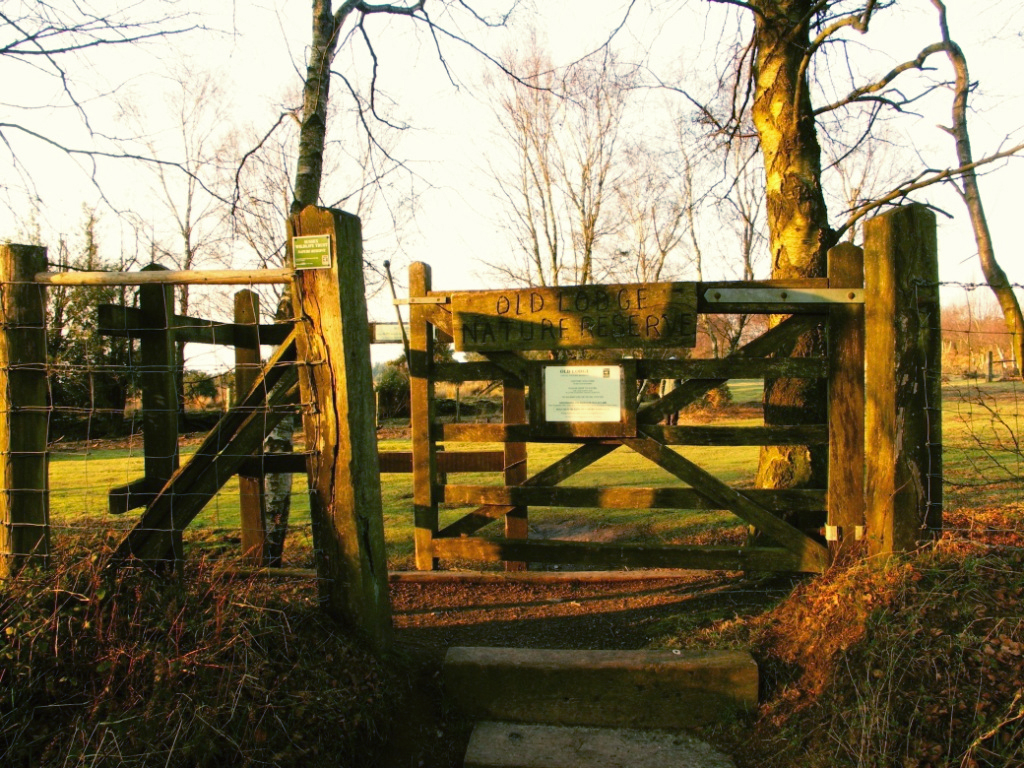
Un portail au crépuscule dans la forêt d’Ashdown.

Autre sujet polémique, le manque de pistes cyclables en forêt : les cyclistes se plaignent que, tandis que les cavaliers peuvent se promener le long des quelque 130 km de chemin, les cyclistes sont toujours privés d'une infrastructure convenable. Des pancartes ont été apposées pour faire respecter la réglementation, qui fait de la pratique du vélo en forêt un délit, en raison de l'érosion des sols imputée à cette pratique.
Pendant un temps, la forêt abritait un certain nombre de kangourous, échappés d'un enclos de ferme. Dès les années 1940, on considérait que ces animaux s'y étaient acclimatés et étaient complètement apprivoisés ; pourtant, leur effectif se mit à décroître, et un dernier individu fut aperçu en 1972. L'importance de la forêt en tant que biotope a été reconnue par l'attribution du statut de Zone de protection spéciale et de Site of Special Scientific Interest (SSSI).

## Tourisme

### Gills Lap

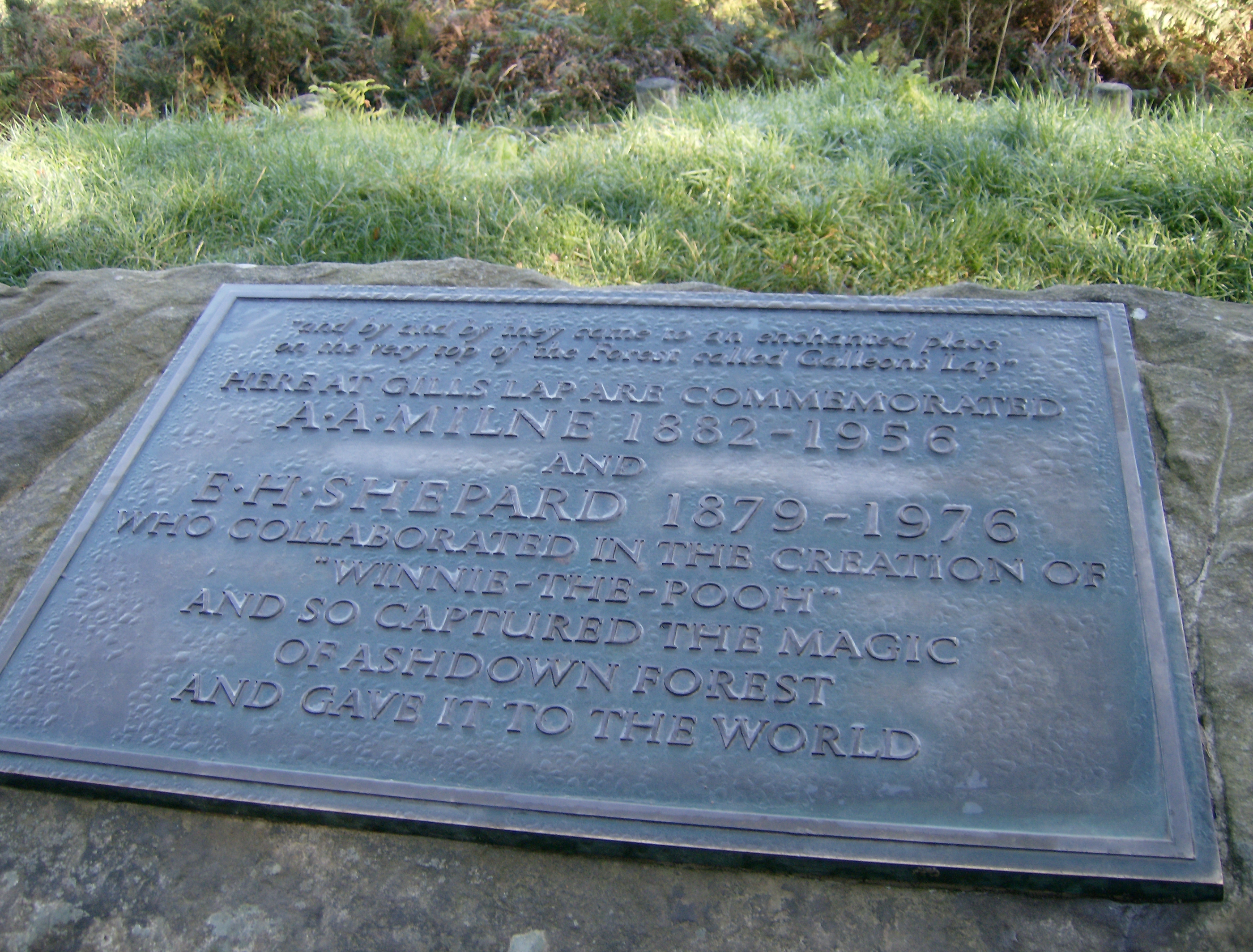
Plaque commémorative dédiée à A. A. Milne et E. H. Shepard à Gills Lap

Le bosquet de sapins de Gills Lap (51° 04′ 05″ N, 0° 05′ 41″ E) se trouve à l'emplacement d'un fort de l’âge du fer au point culminant de la Forêt d'Ashdown. Dans les histoires de Winnie l'ourson, il apparaît sous le toponyme de « le lieu enchanté » (Galleons Lap). On a retrouvé non loin de là une hache de pierre, datée d'environ 50 000 ans av. J.-C..

### La forêt de Winnie l'Ourson
Ashdown est aujourd’hui aussi connue comme le décor original des aventures de « Winnie l'ourson », imaginées par l'écrivain A. A. Milne pour son fils Christopher Robin. Le pont de l'ourson, Galleon's Lap, Roo's Sandpit, le Pôle Nord, la forêt des rêves bleus, Heffalump Trap et la forêt sombre et mystérieuse sont autant de lieux-dits de la forêt d’Ashdown. C'était naguère une chasse royale qui fut protégée par loi de 1885.

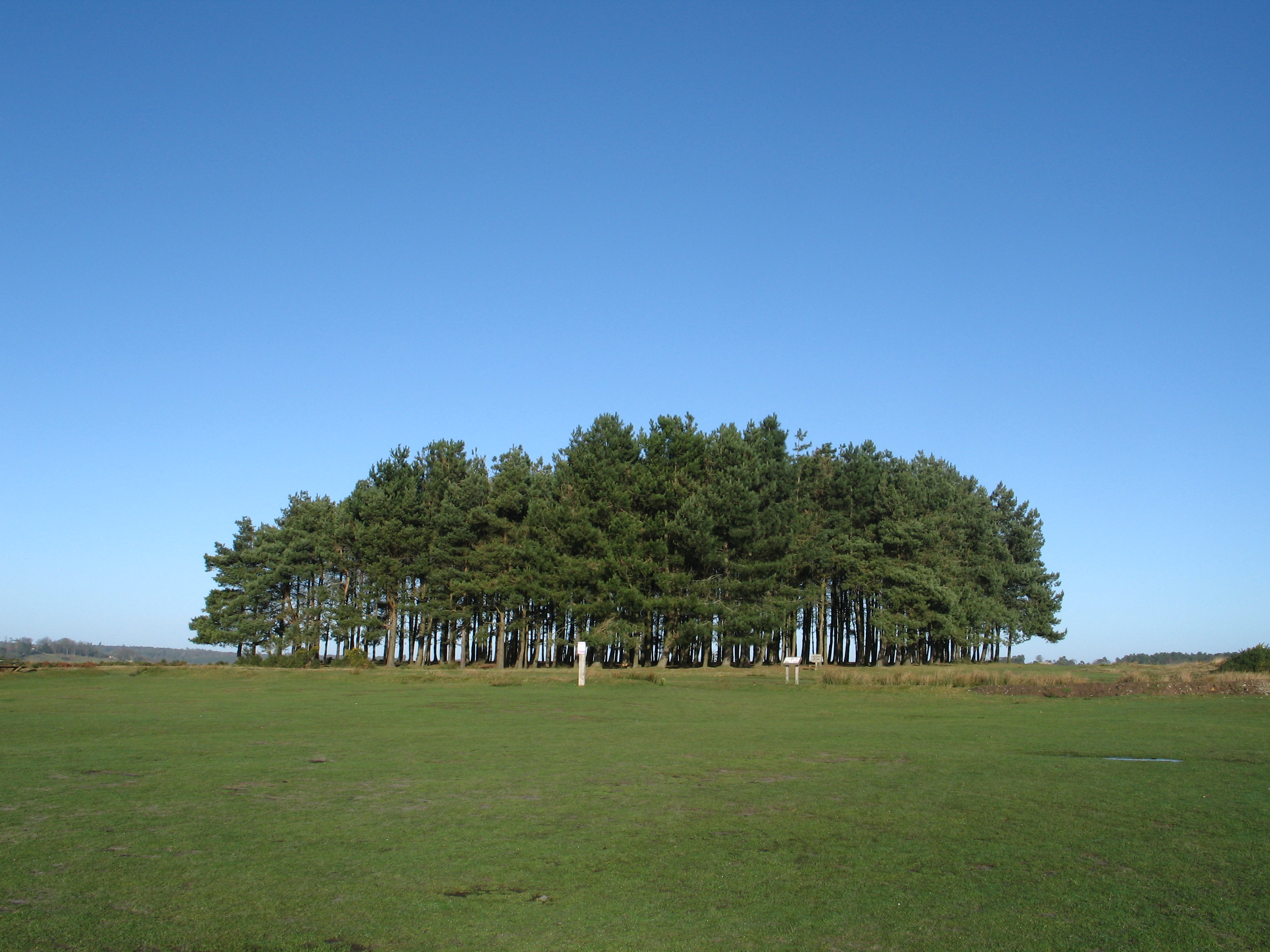
Friends Clump

Le parc des lamas de la Forêt d'Ashdown, inauguré en 1987, occupe une partie de la forêt.

## Dans les médias
En 2001, la réparation d’un film muet, jusque-là propriété de la South East Film and Video Archive  fit sensation : il s’agissait d'un spectacle scolaire de 1929 tourné dans la forêt d’Ashdown. Or, certains détails de l’autobiographie de Christopher R. Milne, ayant amené à examiner les images de plus près, on découvrit que l'un des protagonistes n'était autre que le fils du célèbre romancier.

« Si quelqu'un m'avait demandé si ce film existait, je lui aurais répondu non : 80 % des films des années 1920 sont perdus. Ce film est le seul d’Ashdown Forest de cette période, si bien qu'il était virtuellement impossible qu'en plus ce film soit aussi le film où l'on peut voir Christopher Robin. »

— Frank Gray, Directeur de the South East Film and Video Archive
Ce documentaire d'archive a été diffusé par l'émission « Southern Eye » de la chaîne BBC Two, à 19h30 GMT le mardi 27 novembre 2001. Au cours de l'émission, un enfant de 10 ans, Joel Pitts, traversait la foret d'Ashdown avec la carte de la « Forêt des rêves bleus » dessinée par E. H. Shepard (l’illustrateur des aventures de « Winnie l'ourson ») et montrait que les lieux familiers : Roo's Sandy Pit, Galleon's Lap etc. existaient vraiment.
Comme ce documentaire, divers sites de la forêt ont servi de décor à des téléfilms et des productions pour le cinéma : citons Colditz, le remake de 2002 de The Four Feathers, Faute de preuve (Under Suspicion) et Flyboys ; et pour les téléfilms, The Railway Children (d'après le roman d’Edith Nesbit), tourné sur la Bluebell Railway, et Frères d'armes, une coproduction HBO et BBC.

## Personnalités liées à la forêt d'Ashdown
Le commandant Edward Dudley Metcalfe, le meilleur ami et le Grand écuyer d’Édouard VIII, vivait dans une maison en schiste au cœur de la forêt. L’écrivain A.A. Milne vivait à Hartfield, un village en lisière de la forêt. Plusieurs lieux-dits évoqués dans les histoires de Winnie l'ourson tirent leur nom de toponymes d’Ashdown. Un autre romancier, Arthur Conan Doyle, vivait près d’Ashdown, dans le bourg de Crowborough. On retrouve des lieux-dits de la forêt dans les nouvelles de Sherlock Holmes, comme Groombridge Place. L'écrivain naturaliste Richard Jefferies vivait lui aussi à Crowborough lorsqu'il rédigea ses célèbres monographies.